# Hotkovići
Hotkovići su stara hrvatska plemićka obitelj čiji su pojedini članovi bili poznati kao visoki vojni časnici u Habsburškoj Monarhiji, služeći u njezinoj vojsci kroz nekoliko stoljeća.

## Obiteljska povijest
Hotkovići se kao plemići prvi put spominju u gradu Bakru 1445. godine u oporuci Tomaša Partinića Bakranina, u kojoj su kao svjedoci navedeni Valentin i Jurko Hotković. U bakarskoj crkvi Blažene Djevice Marije nalazila se grobnica Georgii Hodkovie s obiteljskim grbom koji prikazuje pticu (gusku) poluraširenih krila s kacigom na glavi i još nekim detaljima.
Nešto kasnije Hotkovići se spominju u Modruškom urbaru iz 1486. godine, važnom hrvatskom pravnom dokumentu pisanom glagoljicom. Nedugo potom, 1497. i 1498. godine, javljaju se na području Ozlja, kada Bernardin Frankopan (1453. – 1529.), knez krčki, senjski, modruški i ozaljski, potvrđuje Valentinu Hotkoviću već prije darovano imanje Vukšin Šipak, koje se tada nalazilo u kotaru ozaljskome, a danas je administrativno na području Jastrebarskog. Na područje Ozlja došli su zbog sve veće opasnosti od Turaka, koja je u modruškom kraju bila još više izražena nakon, za Hrvate tragične, bitke na Krbavskom polju.  
Godine 1621. hrvatsko-ugarski kralj Ferdinad II. Habsburški potvrđuje darovanje kneza Frankopana Valentinovim potomcima Martinu, Jurju, Gašparu i Franji Hotkoviću, te Gašparu Hotkoviću-Peharniku.
Iz ovog se vidi da je na početku 17. stoljeća u široj obitelji postojalo i dvojno prezime Hotković-Peharnik, koje je kod drugih nositelja tog prezimena bilo obrnutog redoslijeda, odnosno glasilo je Peharnik-Hotković. Postoje mišljenja da je to zbog toga što su Hotkovići držali da je jedan njihov predak obavljao dužnost dvorskog peharnika (magister pincernarum) na kraljevskom dvoru, kako je o tome napisao akademik Radoslav Lopašić (1835. – 1893.) u svom djelu „Oko Kupe i Korane – mjestopisne i poviestne crtice“. S druge strane, postoje autori koji navode da obitelj, ili neki njeni članovi, potječe iz stare ukrajinske plemićke loze.
Nedavno otkrivena kamena grobnica obitelji Hotković u temeljima župne crkve svetog Vida u Ozlju ima natpis pisan glagoljicom, i analizom je utvrđeno da je isti najvjerojatnije nastao tijekom prve polovice 16. stoljeća. Pripadnici obitelji sahranjivani su u grobnicu u toj crkvi tijekom dužeg razdoblja, sve do kraja 18. stoljeća.  
Tijekom 17. i 18. stoljeća Hotkovići su se proširili i na neka druga područja tadašnje Hrvatske, pa tako, na primjer, nalazimo Vuka Peharnika-Hotkovića na području Svetog Petra Orehovca, mjesta između Križevaca i Novog Marofa, gdje se oženio lokalnom plemkinjom Ivanom Veronikom Orehovečki. Iz rodoslovnog stabla te plemićke obitelji vidi se da je Ivana Veronika rođena oko 1695., a umrla 1731., dok je Vuk umro 1730. ili 1731. godine.
Najpoznatiji član obitelji bio je Daniel Peharnik-Hotković (1745. – 1794.), koji je imao zavidnu časničku karijeru u habsburškoj vojsci, uzdignuvši se do čina general-bojnika. Godine 1791. dodijeljen mu je plemićki naslov baruna. Budući da je njegov dvadesetdvogodišnji sin ranije poginuo prigodom opsade i oslobađanja utvrde Drežnik godine 1788., barunsku titulu i imetak su nakon Danielove smrti 1794. naslijedili nećaci Adam, Nikola i Franjo.
Barun Adam Peharnik-Hotković postao je 1817. godine vlasnik Ivanca i njegove okolice, a naslijedila ga je njegova kći Katarina, koja se udala za ivanečkog odvjetnika Nikolu pl. Fallera starijeg, oca poznatog Nikole pl. Fallera (1862. – 1938.), hrvatskog dirigenta, skladatelja i zagonetača. Budući da ni Adamova braća nisu imali muških nasljednika, u 19. se stoljeću ugasila stara plemićka loza Hotkovića.

## Vanjske poveznice
- Valentinu Hotkoviću potvrđeno imanje Vukšin Šipak kod Ozlja (Radoslav Lopašić: „Oko Kupe i Korane – mjestopisne i poviestne crtice“, Grad Ozalj, str.203
- Juraj Lokmer. Glagoljski ulomci iz župne crkve svetoga Vida u Ozlju
- Grobnica obitelji Hotković u crkvi sv. Vida u Ozlju  Arhivirana inačica izvorne stranice od 8. studenoga 2009. (Wayback Machine)
- Vuk Peharnik-Hotković u rodoslovnom stablu plemića Orehovečkih[neaktivna poveznica]
- Daniel Peharnik-Hotković, jedan od vojnih zapovjednika Like u 18. stoljeću  Arhivirana inačica izvorne stranice od 4. ožujka 2016. (Wayback Machine)
- Daniel Peharnik-Hotković - vojni uspjesi  Arhivirana inačica izvorne stranice od 16. veljače 2021. (Wayback Machine)
- Adam Peharnik-Hotković postao vlasnik Ivanca 1817. godine  Arhivirana inačica izvorne stranice od 28. lipnja 2007. (Wayback Machine)